# Andong jjimdak
L'Andong jjimdak (hangeul : 안동찜닭) est une variété de jjim (plat coréen cuit à la vapeur ou bouilli), originaire de la ville d'Andong, dans la province de Gyeongsangbuk-do et composé de poulet, de divers légumes marinés dans une sauce à base de ganjang (sauce de soja coréenne). Le nom signifie littéralement « poulet à la vapeur d'Andong, ».

## Origines
Il y a beaucoup de spéculations sur l'origine de ce plat. L'une d'entre elles est qu'il s'agit d'une spécialité du riche village intérieur d'Andong pendant la période Joseon, préparée et consommée lors d'occasions spéciales. Une autre hypothèse est qu'au cours des années 1980, dans le Dak golmok (닭골목, littéralement « allée des poulets ») du marché d'Andong Gu, les restaurateurs ont préparé un plat comprenant les ingrédients demandés par les habitués, qui est devenu l'Andong jjimdak actuel. La spéculation la plus plausible parmi les hypothèses existantes est que les marchands de Dak golmok du marché ont créé ce plat pour conserver leur position face à l'expansion rapide des boutiques de poulet frit occidentales.